# Lætitia Bonaparte

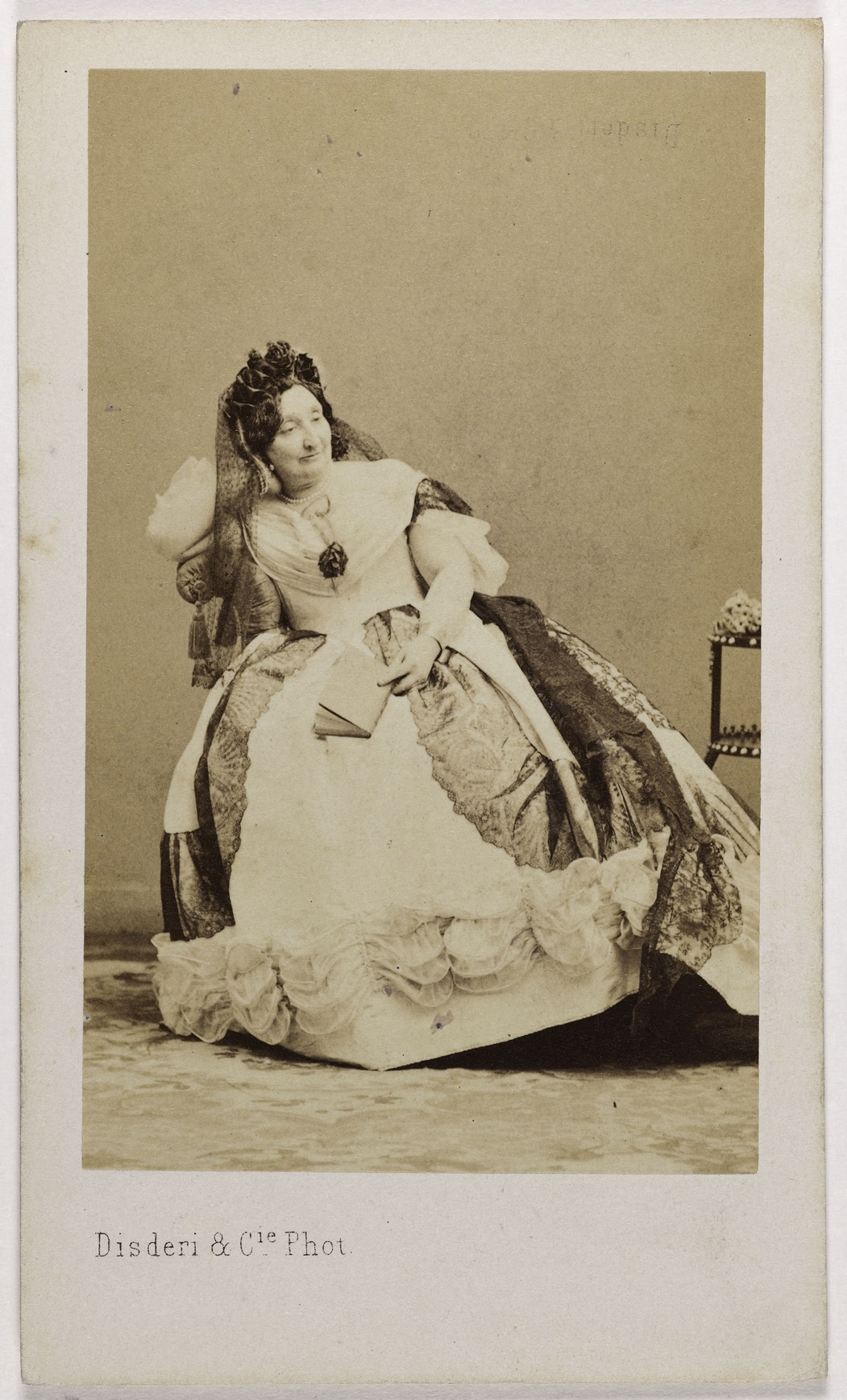
Portrait der Prinzessin Laetitia Bonaparte, Lady Thomas Wyse (1804–1871), Visitenkarte (recto), Fotostudio Disdéri & Co, Musée Carnavalet

Lætitia Bonaparte (* 1. Dezember 1804 in Mailand; † 15. März 1871 in Viterbo) war eine französische Prinzessin aus der Familie Bonaparte.
Sie war die Tochter von Lucien Bonaparte und Alexandrine de Bleschamp. Sie heiratete am 4. März 1821 den irischen Politiker und Diplomaten Sir Thomas Wyse, der damals in Viterbo stationiert war, wo sie mit ihrer Familie lebte. Im Jahr 1825 reiste sie mit ihrem Ehemann nach Irland, wo er sein Familienerbe sichern sollte. Die Ehe hielt jedoch nicht und die drei jüngsten Kinder des getrennt lebenden, aber nicht geschiedenen Paares stammten aus der Affäre von Lætitia Bonaparte mit Studholme John Hodgson (1803–1890), einem Offizier der britischen Armee, mit dem sie das Leben teilte.
Aus ihrer Ehe mit Sir Thomas Wyse stammen zwei Kinder
- Napoléon Alfred Bonaparte Wyse (* 6. Januar 1822 in Paris; † 7. August 1895 in Rom); ⚭ Hortense Augustine Marie de Girod de Resnes
- William Charles Bonaparte-Wyse (* 20. Januar 1826 in Waterford; † 3. Dezember 1892 Cannes), irischer Soldat und Dichter; ⚭ 1864 Ellen Linzee Prout (1842–1925), Nichte von Elizabeth Prout (1820–1864)

Aus ihrer außerehelichen Beziehung wurden drei weitere Kinder geboren, die rechtlich als Kinder Thomas Wyses gelten und die er auch anerkannt hat:
- Marie-Lætitia Bonaparte-Wyse (* 25. April 1831 in Waterford; † 6. Februar 1902 in Paris), französische Schriftstellerin und Salonnière; ⚭ (1) 12. Dezember 1848 Frédéric Joseph de Solms (* 7. Juni 1815 in Straßburg; † 4. Januar 1863 in Turin); ⚭ (2) 5. Februar 1863 Urbano Rattazzi (20. Juni 1808 in Alessandria; † 5. Juni 1873 in Frosinone), italienischer Ministerpräsident; ⚭ (3) 14. Februar 1880 Don Luis de Rute Giner (* 14. September 1844 in Malaga; † 6. Juni 1889 in Granada), spanischer Ministerialrat
- Adelina Bonaparte Wyse (* 17. September 1838 in Waterford; † 7. Juli 1899 in Berck); ⚭  11. September 1861 István Türr (* 10. August 1825 in Baja; † 3. Mai 1908 Budapest), ungarischer Aufständischer, Ingenieur und Politiker.
- Lucien Napoléon Bonaparte-Wyse (* 13. Januar 1845 in Paris; † 15. Juni 1909 in Toulon), französischer Ingenieur und Marinesoldat, der maßgeblich an der Entscheidung zum Bau des Panamakanals beteiligt war.